# 嶋田久作
嶋田 久作（しまだ きゅうさく、1955年〈昭和30年〉4月24日 - ）は、日本の俳優、声優、ナレーター、ベーシスト。神奈川県横浜市瀬谷区（旧戸塚区）出身。ザズウ所属。

## 略歴
幾徳工業高等専門学校中退、東洋大学文学部哲学科を卒業後、コンピュータ会社のプログラマー、バンドのキーボード奏者、生協のレジ打ち、庭師などを経て、1984年、バンド時代を知っていた飴屋法水の誘いを受け劇団東京グランギニョルの旗揚げ公演に参加。29歳で俳優となる。
入団時、座長の飴屋から芸名の命名にあたり、共に風貌が似ているとの理由からハワード・フィリップス・ラヴクラフトに因む「ラヴクラフト嶋田」と、夢野久作に因む「嶋田久作」を提示され、後者を選択したという。
劇団は当時の小劇場の中にあって異質な存在として耳目を集めるも、1986年、4作品を残して解散。しかし、この劇団が『帝都物語/ガラチア』を上演した際に嶋田の演技が関係者の目にとまり、同名作品の映画化に当たって抜擢を受けることとなった。
1988年、『帝都物語』の魔人、加藤保憲役で映画に初出演。原作者の荒俣宏はその印象強いキャラクターを高く評価し、同作を文庫化する際に加藤の容貌を嶋田本人に似せて書き直している。またメガホンを取った実相寺昭雄からは以後常連として遇されたほか、岡本喜八、市川準、滝田洋二郎、大林宣彦らから相次いで起用を受け、遅咲きながら異色俳優としての地位を固めた。
佐野史郎、石川真希らが率いていたバンド「タイムスリップ」のメンバーでもあり、ベースを担当していた。私生活では猫を飼っている。

## 出演

### テレビドラマ
- もどり橋（1988年11月26日、NHK総合）[9] - 取立て屋、母親の情夫 役（二役）
- ドラマ10 古代サスペンスロマン 海照らし（1989年11月13日 - 12月4日、NHK総合）[10] - 海人 役
- シャボン玉が消えた日（1989年12月31日、日本テレビ系） - 犬塚弘 役[11]
- 木8（フジテレビ系）
  - いつか誰かと朝帰りッ（1990年10月18日 - 12月20日） - 酒田 役[12]
  - If もしも 第5回「セールスマンの大災難 不幸を呼ぶのは右手か左手か」（1993年5月27日）[13]
- 市川準の東京日常劇場（テレビ朝日）
  - 「似顔絵描きとサックス娘」（1990年）
  - 「相部屋のふたり」（1991年）
- 世にも奇妙な物語（フジテレビ系）
  - 「こけし谷」（1991年2月7日） - 主演・守谷忠夫 役[14]
  - 「ベビーシッター」（1991年6月23日） - 神父 役[15]
- 金曜ドラマシアター（フジテレビ系）
  - 昭和推理傑作選・横溝正史シリーズ 第2作 悪霊島（1991年10月4日） - 吉太郎 役[16]
  - 主婦たちのざけんなョ!! 第1弾「愛しの冷蔵庫」（1992年1月10日） - 市子の夫 役[17]
- 月曜ドラマスペシャル 吉原悲恋-忍びの女-（1991年12月23日、TBSテレビ系）[18]
- 金曜時代劇 腕におぼえあり2 第8回 - 第12回（1992年10月23日 - 11月20日、NHK総合） - 筒井杏平 役[19]
- ミカドの淑女（1992年、テレビ朝日） - 幸徳秋水 役
- 西遊記（1993年3月28日、日本テレビ系） - 沙悟浄 役[20]
- 金曜8時 はだかの刑事 第20回（1993年7月2日、日本テレビ系）[21]
- 木曜劇場 この愛に生きて（1994年4月14日 - 6月30日、フジテレビ系） - 柚原周平 役[22]
- ドラマ新銀河（NHK）
  - これでいいのだ（1994年） - 石田ヒロシ 役
  - 魚河岸のプリンセス（1995年）
- 留萌交番日記'95（1995年、（北海道テレビ「エリアコードドラマ011」） - 雨夜 役
- 土曜グランド劇場 家なき子2（1995年、日本テレビ系） - 倉田智浩 役[23]
- テレビ熊本ドキュメンタリードラマ郷土の偉人シリーズ 天成のジャーナリスト・徳富蘇峰（1995年11月3日、テレビ熊本）[24] - 徳富蘆花 役
- 水曜劇場 沙粧妙子-最後の事件- 第7話（1995年8月23日、フジテレビ系）
- 5日間の天使（1995年、関西テレビ） - マネジャー・千葉 役
- ハートにS「最後の一弾」（1995年、フジテレビ） - スナイパー 役
- BLACK OUT Futurity 7 「パラサイト」（1996年1月6日、13日、テレビ朝日） - ゲスト出演
- クラインの壺（1996年、NHK教育テレビ） - 梶谷 役
- 透明人間（1996年、日本テレビ） - ミスターX 役
- 捜査線上のアリア（1996年、NHK-BS2）
- 天国の扉（1996年、日本テレビ「shin-D」） - 天使 役
- 夢暦長崎奉行（1996年、NHK「金曜時代劇」） - 服部善兵衛 役
- FiVE（1997年、日本テレビ） - ゲスト出演
- ウルトラシリーズ
  - ウルトラマンティガ 第40話「夢」（1997年、毎日放送） - 心理療法師（ドクトル・チヒロ） 役
  - ウルトラQ dark fantasy 第25話「闇」（2004年9月21日、テレビ東京） - 酒井勝人 役
- いとしの未来ちゃん（1997年、テレビ朝日） - 小説家 役
- 連続テレビ小説（NHK）
  - 甘辛しゃん（1997年） - 清水虎之介 役
  - 芋たこなんきん（2007年3月） - 毛利医師 役
  - 半分、青い。 第82回 - 第108回（2018年7月5日 - 8月4日） - 田辺一郎 役[25][26]
- 西村京太郎トラベルミステリー 特急白山6時間06分殺意の赤いシグナル!（1997年、テレビ朝日「土曜ワイド劇場」）
- 右向け!左（1997年、日本テレビ）
- 盲人探偵・松永礼太郎8 洗脳（1997年、日本テレビ「火曜サスペンス劇場」） - 心理学者都築一規 役
- 三毛猫ホームズの黄昏ホテル（1998年、テレビ朝日） - 風間 役
- 三姉妹探偵団（1998年、日本テレビ） - 堀池達也 役
- 青の時代（1998年、TBSテレビ系） - 片瀬刑事 役
- 噂の女人情詐欺師・早苗とたまき 涙の事件簿02（1998年、フジテレビ「金曜エンタテイメント」）
- 女性捜査官アイキャッチャー（1999年、NHK）- 第3話「夢で見た花」、第4話「明日への道」 - ゲスト出演
- 砂の上の恋人たち（1999年、関西テレビ）
- 火曜サスペンス劇場 淫らなやつら（1999年、日本テレビ系）
- 大河ドラマ（NHK）
  - 元禄繚乱第16回「蝮と毒虫」（1999年4月25日） - 奈良屋茂左衛門 役
  - 功名が辻第42回「ガラシャの魂」（2006年10月22日） - 小笠原少斎 役
  - 八重の桜 第8回 - 第12回（2013年2月17日 - 3月24日） - 真木和泉 役
  - おんな城主 直虎 第26回・第27回（2017年7月2日・9日） - 大沢基胤 役[27]
  - どうする家康 第29回（2023年7月30日） - 百地丹波 役[28]
  - べらぼう〜蔦重栄華乃夢噺〜（2025年放送予定） - 柴野栗山 役[29]
- 女医（1999年、読売テレビ） - ゲスト
- 京極夏彦「怪」 （2000年、WOWOW）
  - 第2話「隠神だぬき」（2000年3月18日） - 乾勘兵衛 役
  - 第3話「赤面ゑびす」（2000年7月20日） - 同心 役（友情出演）
- 淀川長治物語・神戸編 サイナラ（2000年、テレビ朝日）
- 緋色の記憶〜美しき記憶の秘密〜（2003年1月、NHK「月曜ドラマシリーズ」） - 相沢弁護士 役
- アシ!（2003年1月10日、テレビ朝日）
- 天罰屋くれない 闇の始末帖（2003年4月- 6月、テレビ朝日） - 松坂平之進 役
- 新・夜逃げ屋本舗第4話（2003年5月7日、日本テレビ）
- 僕だけのマドンナ（2003年7月 - 9月、フジテレビ） - 大杉 役
- 女と愛とミステリー 軽井沢別荘殺人事件　夏樹静子“Cの悲劇”（2003年7月16日、テレビ東京） - 芦田和賢 役
- R.P.G.〜作られた家族の秘密〜（2003年7月26日、NHK-BShi） - 葛西規義 役
- ラストプレゼント（2003年12月24日、NHK） - 山下定男 役
- FIRE BOYS 〜め組の大吾〜第1話（2004年1月6日、フジテレビ） - 猫田 役
- 乱歩R 第4話「黒蜥蜴」（2004年2月2日、読売テレビ） - 山川健作 役
- 日本のこわい夜「すきま」（2004年9月22日、TBS）
- 西村寿行サスペンス 特命刑事・徳田左近『時効』（2004年12月22日、テレビ東京「女と愛とミステリー」）
- 鬼平犯科帳スペシャル「山吹屋お勝」（2005年2月8日、フジテレビ） - 相川彦蔵 役
- あなたは人を裁けますか（2005年2月12日-14日、NHK「NHKスペシャル」） - 弁護士 役
- 八丁堀の七人（第6シリーズ） 第7話ゲスト（2005年2月28日、テレビ朝日）
- 巷説百物語「狐者異」（2005年3月27日、WOWOW） - 笹森欣蔵 役
- 女と男と物語PartIII 第3話「出来心の夜」（2005年4月30日、朝日放送）
- 月9 エンジン 第3話・第7話(2005年5月、フジテレビ） - 塩谷司 役
- 1242kHz こちらニッポン放送（2005年6月 - 7月、フジテレビ・ディビジョン1）- 日野和夫 役
- 横山秀夫サスペンス 三ッ鐘署シリーズ1 深追い（2005年11月7日、TBS）- 福本敏久 役
- DORAMA COMPLEX 理由〜日テレヴァージョン（2005年11月8日、日本テレビ）
- 相棒 season4 第6話「殺人ヒーター」（2005年11月16日、テレビ朝日） - 恩田義男 役
- 風林火山（2006年1月8日、テレビ朝日） - 青木大膳 役
- 怪談新耳袋 第5シリーズ（最終夜）全20話（2006年7月8日から、BS-i）
- もうひとつのシュガー&スパイス（2006年9月13日、フジテレビ）
- ドクター小石の事件カルテ3 毒薬（2006年12月1日、フジテレビ「金曜プレステージ」） - 桜井清一郎 役
- 神様からひと言（2006年12月24日、WOWOW） - 神保誠 役
- 土曜ドラマ ハゲタカ（2007年2月- 3月、NHK総合） - 村田丈志 役
- 週刊 赤川次郎「代筆」（2007年7月、テレビ東京） - マスター 役
- 鬼太郎が見た玉砕〜水木しげるの戦争〜（2007年8月12日、NHK「NHKスペシャル」） - 石山軍医中尉 役
- 徳川風雲録 八代将軍吉宗（2008年1月2日、テレビ東京「新春ワイド時代劇」） - 柳沢吉保 役
- 雪之丞変化（2008年1月3日、NHK「NHK正月時代劇」） - 門倉平馬 役
- ZERO ゼロ（2008年、MTV）
- スパイ道『MISSION IMPOSIBILITY ミッション・インポッシビリティ』（2008年3月17日、BS-i）
- 土曜時代劇 オトコマエ! 第1回（2008年4月12日、NHK総合） - 黒岩辰兵衛 役
- 天才刑事 野呂盆六2（2008年4月19日、朝日放送「土曜ワイド劇場」） - 尾田刑事 役
- 先生道『原子力先生』（2008年4月25日、BS-i） - 原子力先生 役
- DRAMATIC-Jリバーサイド入り口『がんばれ！駒田高校野球部』（2008年6月16日、関西テレビ） - 野球部監督　国木田 役
- 金曜ドラマ 魔王 第5話 - 第7話・第9話（2008年8月1日 - 15日・29日、TBS） - 大隅 役
- 空の港で。それぞれのエアポート物語 第19回「電話」（2008年8月9日、テレビ東京）[30]
- ブラッディ・マンデイ（2008年10月 - 12月、TBS） - 神島紫門 役
- 藤子・F・不二雄のパラレル・スペース「値ぶみカメラ」（2008年10月31日、WOWOW「ミッドナイト☆ドラマ」）
- ジャッジII 第3話（2008年11月8日、NHK「土曜ドラマ」） - 工藤勲 役
- 借王〈シャッキング〉-銭の達人-（2009年10月 - 11月、WOWOW）
- 温泉若おかみの殺人推理21（2009年10月24日、テレビ朝日「土曜ワイド劇場」） - 石井哲司 役
- ROMES/空港防御システム 第5話（2009年11月12日、NHK） - 大友陸郎 役
- 土曜ドラマ 外事警察（2009年12月、NHK総合）第4話〜最終話 - 近藤警視庁公安部長 役
- ジロチョー 清水の次郎長維新伝（2010年1月13日、テレビ東京)
- やつらは多分宇宙人!（2010年1月 - 3月、BSフジ） - 銀側広大 役
- TAXMEN CASE-03「ラーメン税」（2010年1月25日・2月1日、TOKYO MX・テレビ神奈川） - 鳴門次郎 役
- 生誕100年記念 松本清張ドラマスペシャル・書道教授（2010年3月23日、日本テレビ） - 飯田留吉 役
- チーム・バチスタ2 ジェネラル・ルージュの凱旋 第1話 - 第4話（2010年4月、関西テレビ） - 目黒和男 役
- 土曜ワイド劇場 交渉人 遠野麻衣子・最後の事件（2010年6月26日、テレビ朝日系） - 高橋隆也 役
- TOKYO23サバイバルシティ（2010年9月 - 10月、WOWOW）
- 連続ドラマW マークスの山（2010年10月 - 11月、WOWOW） - 小杉朋久 役
- 土曜ドラマ TAROの塔 第3話（岡本太郎誕生100年企画、2011年3月26日、NHK総合） - 福田恆存 役
- ランナウェイ〜愛する君のために（2011年10月 - 12月、TBS） - 鬼塚修造 役
- 贖罪（2012年1月 - 2月、WOWOW） - 矢部刑事 役
- 分身（2012年2月 - 3月、WOWOW） - 梅津正芳 役
- 水曜ミステリー9 偽証法廷（2012年4月4日、テレビ東京系） - 新谷潤一郎 役
- ATARU（2012年4月 - 6月、TBS） - 中津川洋治 役
- RUN60 第7話 - 第9話（2012年5月30日 - 6月13日、毎日放送） - 森沢雄介 役
- 月曜ゴールデン 世田谷駐在刑事シリーズ（TBSテレビ） - 神代哲也 役
  - 第1作（2012年6月18日）[31]
  - 第2作（2014年4月7日）[32]
  - 第3作（2015年8月10日）[33]
- トッカン 特別国税徴収官 第6話（2012年8月22日、日本テレビ） - 帯刀周吾 役
- 土曜ドラマ スペシャル 負けて、勝つ 〜戦後を創った男・吉田茂〜（2012年9月 - 10月、NHK総合） - 松本烝治 役
- 遅咲きのヒマワリ〜ボクの人生、リニューアル〜（2012年10月 - 12月、フジテレビ） - 藤井利男 役
- 月曜ゴールデン 税務調査官・窓際太郎の事件簿24（2012年11月12日、TBSテレビ系） - 笹塚恭司 役
- 孤独のグルメ Season2 第10話 （2012年12月12日、テレビ東京）- 菅沼 役
- ラッキーセブン スペシャル（2013年1月3日、フジテレビ） - 磯部　役
- ATARUスペシャル〜ニューヨークからの挑戦状!!〜（2013年1月6日、TBS） - 中津川洋治 役
- 黒澤明ドラマスペシャル 野良犬（2013年1月19日、テレビ朝日「テレビ朝日開局55周年記念」） - 羽田礼文 役
- クロユリ団地〜序章〜 第5話・6話（2013年5月7日・14日、TBS） - 柏木邦雄 役
- 刑事110キロ 第3話（2013年5月9日、テレビ朝日） - 元村刑事部長 役
- ダブルトーン 〜2人のユミ〜（2013年6月 - 8月、NHK BSプレミアム「プレミアムよるドラマ」） - 龍野勲 役
- 悪霊病棟（2013年7月 - 9月、MBS） - 尾神辰男 役
- 24時間TVドラマスペシャル「今日の日はさようなら」（2013年8月24日、日本テレビ） - 村山博輝 役
- 水曜ミステリー9 検事・沢木正夫シリーズ（テレビ東京） - 国松敏夫 役
  - 第1作「第三の容疑者」（2013年9月25日）[34]
  - 第2作「公訴取消し」（2014年12月24日）[35]
  - 第3作「共犯者」（2015年8月19日）[36]
  - 第4作「自首」（2016年9月14日）[37]
- 月曜ゴールデン「信濃のコロンボ〜死者の木霊〜」（2013年10月7日、TBS） - 新井貴志 役
- 怪奇大作戦 ミステリー・ファイル 第2話（2013年10月12日、NHK BSプレミアム） - 糸川俊也 役
- ハードナッツ! 〜数学girlの恋する事件簿〜 第1話・2話（2013年10月20日・27日、NHK BSプレミアム「プレミアムよるドラマ」） - 湯沢 役
- ダンダリン 労働基準監督官 第6話（2013年11月6日、日本テレビ） - 杉下博 役
- 日曜劇場 安堂ロイド〜A.I. knows LOVE?〜 第8話（2013年12月1日、TBSテレビ系） - 医者 役
- 松本清張 黒い福音〜国際線スチュワーデス殺人事件〜（2014年1月19日、テレビ朝日「テレビ朝日開局55周年記念」） - 謎の男 役
- 連続ドラマW 血の轍（2014年1月 - 2月、WOWOW） - 村岡晴彦 役
- 天誅〜闇の仕置人〜（2014年1月 - 3月、フジテレビ） - 首藤重吉 役
- 水曜ミステリー9 逆光 保護司・笹本邦明の奔走（2014年1月29日、テレビ東京） - 高梨岩太郎 役[38]
- 下町ボブスレー (テレビドラマ)（2014年3月、NHK BSプレミアム） - 松田 役
- リアル脱出ゲームTV 第7話（2014年6月5日、TBS） - 泊 役
- 火曜9時 ビター・ブラッド〜最悪で最強の親子刑事〜 第9話（2014年6月10日、フジテレビ） - 藤崎達雄 役[39]
- GTO 第4話（2014年7月29日、関西テレビ） - 桐谷徹也 役
- そこをなんとか2 第7話（2014年9月14日、NHK BSプレミアム「プレミアムよるドラマ」） - 三浦 役
- 広告の先駆者・光永星郎（2014年10月26日、テレビ熊本） - 山崎嘉太郎 役
- ドクターX〜外科医・大門未知子〜 第6話（2014年11月13日、テレビ朝日） - 市川達也 役
- 松本清張〜坂道の家 （2014年12月6日、テレビ朝日） - 年配の男 役
- ウロボロス〜この愛こそ、正義。 第1話（2015年1月16日、TBS） - 石森重三 役
- 翳りゆく夏 （2015年1月 - 2月、WOWOW「連続ドラマW」） - 大槻貞利 役
- 十月十日の進化論 （2015年3月28日、WOWOW「ドラマW」） - 山岸 役
- 駐在刑事2（2015年4月15日、テレビ東京「水曜ミステリー9」） - 大沢直人 役
- REPLAY & DESTROY最終話（2015年6月17日、TBS） - 面接官 役
- 小杉健治サスペンス・保身（2015年7月1日、テレビ東京「水曜ミステリー9」） - 木藤邦彦 役
- 破裂（2015年10月 - 11月、NHK「土曜ドラマ」） - 伊達伸吾 役
- ぼんくら2（2015年10月 - 12月、NHK「木曜時代劇」） - 佐伯錠之介 役
- おかしの家（2015年10月 - 12月、TBS） - 島崎明 役
- 山形発地域ドラマ「私の青おに」（2015年11月18日、NHK BSプレミアム） - 竹本編集長 役
- 連続ドラマW『撃てない警官』（2016年1月 - 、WOWOW） - 助川 役[40]
- 心理試験（2016年1月23日、NHK BSプレミアム「シリーズ・江戸川乱歩短編集 1925年の明智小五郎」） - 下宿先の老婆 役
- さよならドビュッシー 〜ピアニスト探偵 岬洋介〜（2016年3月18日、日本テレビ「金曜ロードSHOW!特別ドラマ企画」） - 榊間刑事 役
- 99.9-刑事専門弁護士- 第7話（2016年5月29日、TBS） - 西岡徹 役
- 徳山大五郎を誰が殺したか?（2016年7月 -9月 、テレビ東京） - 徳山大五郎・徳山大四郎 役 [41]
- NHKスペシャル 未解決事件 File.05 ロッキード事件（2016年7月23日・24日、NHK総合） - 喜多村孝一 役[42]
- 昔話法廷「アリとキリギリス裁判」（2016年8月3日、NHK Eテレ） - 弁護人（崎島六助） 役 [43]
- 女医・倉石祥子4 死の内科病棟（2016年10月21日、フジテレビ「金曜プレミアム」） - 高倉銀作 役
- 氷の轍（2016年11月5日、朝日放送「ABC創立65周年記念スペシャルドラマ」） - 秋野豊 役
- 百日紅の下にて（2016年11月26日、NHK BS プレミアム「シリーズ・横溝正史短編集 金田一耕助登場！」） - 佐伯一郎 役
- 銀と金（2017年1月 - 、テレビ東京） - 伊沢淳志 役
- 火花 第5話（2017年3月26日 - 、NHK総合） - 山下の恋人、百合枝の父 役
- 岐阜にイジュー!（2017年4月- 6月、名古屋テレビ） - 土門 役
- 北斗 -ある殺人者の回心-　第4話、第5話（2017年4月15日、4月22日 - 、WOWOW） - 飯岡正志 役
- CRISIS 公安機動捜査隊特捜班　第6話（2017年5月16日、関西テレビ・フジテレビ系列） - 警視総監 乾陽一 役
- 新宿セブン（2017年10月-12月 、テレビ東京） - 王 役
- 放送90年 大河ファンタジー 「精霊の守り人」シーズン3(最終章) 第4話（2017年12月16日 、NHK総合） - ベリス総督 役
- 猫とコワモテ2(にゃん)（2018年02月22日 、BS JAPAN） - 猫鋤一郎　役
- パディントン発4時50分（2018年3月24日、テレビ朝日） - 大山勝 役
- モンテ・クリスト伯 -華麗なる復讐-（2018年、フジテレビ） ‐ 木島義国 役
- ラストチャンス 再生請負人（2018年7月16日 - 9月3日、テレビ東京） - 塩田和男 役[44]
- 警視庁ゼロ係〜生活安全課なんでも相談室〜（2018年、テレビ東京） - 実相寺忠 役
- 健康で文化的な最低限度の生活 第8話 （2018年9月4日、関西テレビ） - 八代孝 役
- 警視庁強行犯係・樋口顕4（2018年12月14日、テレビ東京） ‐ 梅田正之 役
- 算盤が恋を語る話（2018年12月30日、NHK BSプレミアム「シリーズ・江戸川乱歩短編集 満島ひかり×江戸川乱歩」）
- フルーツ宅配便 第4話（2019年2月2日、テレビ東京） - 丸谷 役
- 新しい王様 season2 第5話以降（2019年2月18日 - 、TBS）- パトリオット・八代 役
- さすらい温泉♨遠藤憲一 第7話（2019年2月28日、テレビ東京） - 倉本淳之介 役
- 恋と就活のダンパ（2019年4月27日、NHK BSプレミアム） - 黒岩彰文 役
- 頭に来てもアホとは戦うな! 第5話（2019年5月20日、日本テレビ）- 木村雄三 役
- 連続ドラマW『悪党 ～加害者追跡調査～』第5話（2019年6月9日、WOWOW） - 斉藤憲次 役
- 特捜9 season2 最終話（2019年6月26日、テレビ朝日）- 櫻井潤 役
- ミス・ジコチョー〜天才・天ノ教授の調査ファイル〜 第2回（2019年10月25日、NHK総合） - 食品会社の工場長・江島 役
- 時効警察はじめました 第7話（2019年11月29日、テレビ朝日） - 元刑事、衣功夫 役
- 貸しボート十三号（2020年1月18日、NHK BS プレミアム　「シリーズ・横溝正史短編集 Ⅱ金田一耕助 踊る！」） - 神門貫太郎 役
- 連続殺人鬼カエル男 （2020年1月-2月、関西テレビ、2030年12月31日23:59まで、U-NEXT） - 御前崎宗孝 役
- スイッチ（2020年6月21日、テレビ朝日）- 大泉鷹太郎 役
- SUITS/スーツ2 第11話（2020年9月21日、フジテレビ） - 宮下鉱一 役
- タリオ 復讐代行の2人 第5回（2020年11月6日、NHK総合） - 田所帝都精工/田所テイク2 社長・田所虎男 役
- 星になりたかった君と（2021年1月5日・6日、日本テレビ） - 鷲上貴生 役
- シリーズ・江戸川乱歩短編集IV 新少年探偵団
  - 「怪人二十面相」（2021年3月23日、NHK BSプレミアム） - 羽柴夫人
  - 「少年探偵団」（2021年3月24日、NHK BSプレミアム） - 少年探偵団　篠崎始
- 今ここにある危機とぼくの好感度について 第3回〜最終回（2021年5月8日〜6月4日、NHK総合、BS4K）- 帝都大学希少生物研究室　足立准教授
- お耳に合いましたら。 第9話（2021年9月9日、テレビ東京） - 執事　松岡平蔵 役
- オリバーな犬、 (Gosh!!) このヤロウ （NHK総合）- 犬カフェ マスター 役
  - シーズン1（2021年9月17日 - 10月1日）[45]
  - シーズン2（2022年9月20日 - 10月4日） [46]
- 月曜22時枠 アバランチ 第2話（2021年10月25日、フジテレビ系）- 黒田正治 役[47]
- 倫敦ノ山本五十六 （2021年12月30日、NHK総合）- 軍令部総長 伏見宮博恭王 役
- 木曜ドラマ（日本テレビ系）
  - オクトー 〜感情捜査官 心野朱梨〜 第4話・第5話（2022年7月28日・8月4日）- 男（情報屋） 役
  - しょうもない僕らの恋愛論（2023年1月19日 - 3月23日） - マスター 役[48]
- 土曜ナイトドラマ ハレーションラブ（2023年8月5日 - 9月30日、テレビ朝日） - 加賀武 役[49]
- パリピ孔明 第2話（2023年10月4日、フジテレビ） - 近藤剛 役[50]
- ハイエナ 第6話 - 最終話（2023年11月24日 - 12月8日、テレビ東京） - 小林信夫 役[51]
- 95（2024年4月8日 - 6月10日、テレビ東京） - 倉科 役[52]
- 藤子・F・不二雄 SF短編ドラマ シーズン2「旅人還る」（2024年5月19日、NHK BS）[53]
- 湖泥（2025年4月19日、NHK BSP4K、5月22日、NHK BS「シリーズ・横溝正史短編集IV ～金田一耕助 悔やむ～」） - 志賀恭平 役
- 大岡越前8（2025年6月8日 - 、全8回、NHK BS・NHK BSプレミアム4K) - 神山左門　役　[54]

### 映画
- 帝都物語（1988年1月30日公開、監督：実相寺昭雄、東宝） - 加藤保憲 役[55]
- 帝都大戦（1989年9月15日公開、監督：藍乃才・一瀬隆重、東宝） - 加藤保憲 役[56]
- ノーライフキング（1989年12月16日） - 稲田英晃 役
- 病院へ行こう（1990年4月7日） - 安西 役
- 大誘拐 RAINBOW KIDS（1991年1月15日） - 『東京』役
- ハッピーエンドの物語（1991年5月25日） - 紋次郎先生 役
- 僕らはみんな生きている（1993年3月13日） - 升本達也 役
- さまよえる脳髄（1993年12月4日） - 丸岡教授 役
- 屋根裏の散歩者（1994年3月26日） - 明智小五郎 役
- 怖がる人々（1994年4月23日） - 旗山 役
- NO WAY BACK 逃走遊戯（1995年5月13日） - テツロウ 役
- ユメノ銀河（1997年2月15日） - 夢野久作 役
- SADA〜戯作・阿部定の生涯（1998年4月11日） - 滝口 役
- D坂の殺人事件（1998年5月16日） - 明智小五郎 役
- 元気の神様（1998年6月13日） - 木田 役
- 風の歌が聴きたい（1998年7月18日） - 滝先生 役
- あの、夏の日（1999年7月3日） - 大井昌文 役
- さくや妖怪伝（2000年8月12日） - 似烏周造 役
- 修羅雪姫（2001年12月15日） - 白雷 役
- 助太刀屋助六（2002年2月16日） - 浪人 役
- ウルトラシリーズ
  - ウルトラマンコスモス2 THE BLUE PLANET（2002年8月3日） - イヌガイ司令官 役
  - ウルトラマンコスモスVSウルトラマンジャスティス THE FINAL BATTLE（2003年8月2日） - イヌガイ司令官 役
  - シン・ウルトラマン（2022年5月13日） - 大隈泰司 役[57][58]
- 竜馬の妻とその夫と愛人（2002年9月14日） - 谷干城 役
- 刑事まつり 忘れられぬ刑事たち（2003年1月11日）
- わたしのグランパ（2003年4月5日） - 河野 役
- 最も危険な刑事まつり ウルトラマソ刑事（2003年5月24日）
- 八月のかりゆし（2003年8月2日） - 柳口タダシ 役
- 天使の牙B.T.A.（2003年8月23日）[59] - 神 役
- ドラゴンヘッド（2003年8月30日） - ミニラ 役
- 秋聲旅日記（2003年10月4日） - 主演・徳田秋聲 役
- 半落ち（2004年1月10日） - 加賀美康博県警本部長 役
- Jam Films2 FASTENER（2004年3月27日） - 女装の父 役
- 犬と歩けば チロリとタムラ（2004年5月1日） - 巡査 役
- 日常恐怖劇場 オモヒノタマ 念珠（リアル）（2004年5月8日） - 男 役
- キューティーハニー（2004年5月29日） - 警察庁幹部 役
- 69 sixty nine（2004年7月10日） - 相原先生 役
- デビルマン（2004年10月9日） - 地下鉄の乗客 役
- ねじりん棒（2004年11月27日） - 散髪店の客 役
- 銀のエンゼル（2004年12月18日） - 白下巡査 役
- 理由（2004年12月18日） - 「あけぼの園」職員 役
- 恋は五・七・五! 全国高校生俳句甲子園大会（2005年3月26日） - 三浦 役
- 霊感のない刑事（2005年4月2日） - 主演・刑事 役
- 富江 REVENGE（2005年4月16日） - 富樫所長 役
- イン・ザ・プール（2005年5月21日） - 刑事 役
- 楳図かずお恐怖劇場 まだらの少女（2005年6月25日） - 京子の父 役
- 埋もれ木（2005年6月25日） - 役場の職員 役
- 亀は意外と速く泳ぐ（2005年7月2日） - 福島 役
- 心中エレジー（2005年7月30日）
- ヒナゴン（2005年7月30日） - 南波大助 役
- サイレン 〜FORBIDDEN SIREN〜（2006年2月11日） - 山中巡査 役
- ルート225（2006年3月11日） - エリ子の父 役
- 陽気なギャングが地球を回す（2006年5月13日）[60] - 市長 役
- 嫌われ松子の一生（2006年5月27日） - 牧師 役
- ダメジン（2006年7月1日） - おまわりさん 役
- UDON（2006年8月26日）
- 夜のピクニック（2006年9月30日） - 藤巻 役
- トカゲ飛んだ?（2006年11月25日） - 茂山 役
- 殺しのはらわた（2006年12月6日） - 主演・アクツ 役
- シルバー假面（2006年12月23日） - 明瀬元次郎 役
- 刺青 堕ちた女郎蜘蛛（2007年1月13日） - 彫光 役
- フリージア（2007年2月3日） - 岩嶋 役
- 図鑑に載ってない虫（2007年6月23日） - 黒幕の部下 役
- 吉祥天女（2007年6月30日） - 遠藤一郎 役
- サッド ヴァケイション（2007年9月8日） - 曽根 役
- 0093 女王陛下の草刈正雄（2007年10月13日） - 三輪嘉門 役
- 仮面ライダー THE NEXT（2007年10月27日） - 進藤 役
- 犯人に告ぐ（2007年10月27日） - 後藤 役
- クローンは故郷をめざす（2008年1月10日）[61] - 影山 役
- 奈緒子（2008年2月16日） - 医師 役
- Sweet Rain 死神の精度（2008年3月22日） - 死神のひとり 役
- 丘を越えて（2008年5月17日） - 佐々木茂索 役
- 百万円と苦虫女（2008年7月19日） - 刑務官 役
- TOKYO!「メルド」（2008年8月16日） - 拘置所長 役
- おろち（2008年9月20日） - 執事・西条 役
- K-20 怪人二十面相・伝（2008年12月20日）[62] - デザイナー 役
- 感染列島（2009年1月17日） - 立花修治 役
- ハゲタカ（2009年6月6日） - 村田丈志 役
- 南極料理人（2009年8月8日） - 巡視船船長 役
- スープ・オペラ（2010年10月2日） - 倉木編集長 役
- ヘヴンズ ストーリー（2010年10月2日） - 弁護士 役
- ゴースト もういちど抱きしめたい（2010年11月13日）[63] - 阿部刑事 役
- 武士の家計簿（2010年12月4日） - 大村益次郎 役
- 洋菓子店コアンドル（2011年2月11日） - 横井 役
- 落語物語（2011年3月12日） - 山海亭文酒 役
- カイジ2 人生奪回ゲーム（2011年11月5日） - 黒崎義裕 役
- はやぶさ 遥かなる帰還（2012年2月11日） - 岸本教授 役
- キツツキと雨（2012年2月11日）[64] - 篠田 役
- らもトリップ「微笑と唇のように結ばれて」（2012年2月25日） - 主演・丸木 役
- 虚しいだけ（2012年3月24日） - 刑事 役
- RUN60 GAME OVER（2012年6月30日） - 森沢雄介 役
- 図書館戦争（2013年4月27日） - 平賀警部補 役
- くちづけ（2013年5月25日）[65] - 仙波さん 役
- トーク・トゥ・ザ・デッド（2013年8月3日） - 鴨下信司 役
- 劇場版 タイムスクープハンター -安土城 最後の1日-（2013年8月31日）[66] - 伴山三郎兵衛 役
- 劇場版 ATARU THE FIRST LOVE & THE LAST KILL（2013年9月14日） - 中津川洋治 役
- 謝罪の王様（2013年9月28日） - 大戸谷総理大臣 役
- 「また、必ず会おう」と誰もが言った。（2013年9月28日） - 島津純 役
- サクラサク（2014年4月5日） - 山田 役
- 相棒 -劇場版III- 巨大密室! 特命係 絶海の孤島へ（2014年4月26日） - 松坂陸将補 役
- 春を背負って（2014年6月14日） - 専務 役
- THE NEXT GENERATION -パトレイバー-
  - 第3章Ep.5 『大怪獣現わる 前編』（2014年7月12日） - 芹沢八郎太 役
  - 第4章Ep.6 『大怪獣現わる 後編』（2014年8月30日） - 同上
- 幕末高校生（2014年7月26日） - 薩摩屋 役
- ふしぎな岬の物語（2014年10月11日） - 高橋 役
- 25 NIJYU-GO（2014年11月1日） - 大久保正義 役
- ジョーカー・ゲーム（2015年1月31日）[67] - 武野大佐 役
- マエストロ!（2015年1月31日） - 島岡脩三 役
- ソロモンの偽証 - 河野良介 役
  - 前篇・事件（2015年3月7日）
  - 後篇・裁判（2015年4月11日）
- ゆずり葉の頃（2015年5月23日） - ペンション主人 役
- 先生と迷い猫（2015年10月10日） - 松戸大志 役
- 星ガ丘ワンダーランド（2016年3月5日） - 刑事 役
- スキャナー 記憶のカケラをよむ男（2016年4月29日） - 仙石隆則 役
- 64（ロクヨン）（2016年6月11日） - 梓 役
- シン・ゴジラ（2016年7月29日） - 片山修一 役[68][4]
- 笑う招き猫（2017年4月29日） - 権田 役
- 密使と番人（2017年7月22日） - 春敬 役
- ビジランテ（2017年12月9日） - 岸公介 役
- 嘘を愛する女（2018年1月20日） - 刑事 役
- 素敵なダイナマイトスキャンダル（2018年3月17日） - 佐々岡 役
- 孤狼の血（2018年5月12日） - 加古村猛 役
- モリのいる場所（2018年5月19日） - 文部省の役人 役
- 菊とギロチン（2018年7月7日） - 地主　田中半兵衛 役
- 青の帰り道（2018年12月7日）- 工場長 役
- うちの執事が言うことには（2019年5月17日）- 赤目刻弥の祖父 役
- こはく（2019年7月6日） - 佐久本 役
- TRANSPHERE（トランスフィアー）（2019年7月12日） - 数学教授、司祭 2役
- ブルーアワーにぶっ飛ばす（2019年10月11日） - 大御所俳優 役
- 楽園（2019年10月18日） - リサイクルショップ店主・志摩 役
- 一度死んでみた（2020年3月20日） - 田辺 役[69]
- 瞽女 GOZE（2020年8月8日） - 伊藤眼科医師 役
- 生きちゃった（2020年10月3日） - 山田十郎 役
- きまじめ楽隊のぼんやり戦争（2021年3月26日） - 物知りな煮物屋店主・板橋 役
- 茜色に焼かれる（2021年5月21日） - 成原 役
- 総理の夫（2021年9月23日） - 官房長官・小津智祐 役
- ONODA 一万夜を越えて（2021年10月8日） - 末廣少尉 役
- Pure Japanese（2022年1月28日）[70] - 鈴木 役
- 大怪獣のあとしまつ（2022年2月4日公開、監督：三木聡、松竹・東映） - 外務大臣・中垣内渡 役[71]
- とんび（2022年4月8日）[72][73]
- 凪の島（2022年8月19日）- 山村徳男 役[74]
- アイ・アム まきもと（2022年8月30日） - 木山昭夫 役
- 隣人X 疑惑の彼女（2023年12月1日） - 小池 役[75]
- 国宝（2025年6月6日、監督：李相日、東宝） - 梅木 役[76]
- 九龍ジェネリックロマンス（2025年8月29日公開予定、監督：池田千尋） - 周 役[77][78]
- THE オリバーな犬、 (Gosh!!) このヤロウ MOVIE（2025年9月26日公開予定、監督：オダギリジョー、エイベックス・フィルムレーベルズ） - DOGGY SUE'S DINERのマスター 役[79][80]

### 舞台
- 東京グランギニョル
  - 「マーキュロ」 （1984年、アートシアター新宿） - 夜間高校の教師 役
  - 「マーキュロ」再演 （1985年、アートシアター新宿） - 同上
  - 「帝都物語 / ガラチア」（1985年、原作：荒俣宏/アートシアター新宿） - ヘルムト白井 役
  - 「ライチ・光クラブ」（1985年、下北沢東演パラータ） - ライチ 役
  - 「ライチ・光クラブ」再演　（1986年、都立家政スーパーロフトKINDO） - 同上
  - 「ワルプルギス」（1986年、大塚ジェルスホール） - ナタ・デ・ココ 役
- 三上晴子・飴屋法水  共同企画「バリカーデ」（1987年、大崎高周波鋼業跡）
- ハロルド・ピンター・コレクション（1988年、セゾン劇場） - ビル 役
- MMM
  - 「スキン/Skin#1 デパートミックス」（1988年、渋谷パルコ SPACE PART3） - 嶋田博士 役
  - 「スキン/Skin#2 バッファローミックス」（1989年、近鉄アート館） - 嶋田マシン（サンプリングの声と映像のみ）役
  - 「スキン/Skin#3 246ミックス」（1989年、青山246club） - 同上
  - 「スキン/Skin#4 パウワウダブ」（1989年、青山スパイラルホール） - 同上
- 明治生命ミュージカル「アニー」（1989年、青山劇場 1990年、新神戸オリエンタル劇場） - ルースター 役
- 三島由紀夫近代能楽集「道成寺」（1990年 サンシャイン劇場） - 骨董屋の店主 役
- コレクター（1992年、キリンプラザ大阪） - フレディー 役
- ダッチライフvol.3「ドナドナ」（1993年 吉祥寺バウスシアター）
- 幻の街 もう一つの神戸物語　（1993年、PARCO劇場）
- 太陽が死んだ日（1997年アートスフィア、シアタードラマシティ）
- HARAJUKU PERFORMANCE + Special 飴屋法水  ×山川冬樹  ゲスト出演　(2008年、ラフォーレ原宿)
- GACKT眠狂四郎無頼控（2010年） - 三雲迅雷 役
- SAKANAQUARIUM アダプト ONLINE (2021年11月20日,21日)

### オリジナルビデオ
- 実相寺昭雄の不思議館『受胎告知』（1992年）
- ウルトラマンネオス（2000年） - ミナト 役
- ピクニックの準備〜序奏（2006年）

### ウェブドラマ
- webドラマ「φPhi（ファイ）」（2002年）
- グロンサンWEBムービー「屋根のある空」（2003年中外製薬）
- バードコール bird call（2005年）
- 探偵事務所5 カインとアベル（2007年3月16日、かわさきアジアンフェスタ2007前夜祭で上映）
- TOYOTA MARK X Zio「星空研究会 in X-seater」（2007年）
- 火花（2016年） - 山下の恋人、百合枝の父
- ファイナルライフ -明日、君が消えても-  （2017年9月） - 脳外科医、御子柴
- チェイス 第1章（2017年 - 2018年） - 守谷秀人
- SICK'S 厩乃抄 〜内閣情報調査室特務事項専従係事件簿〜 第拾参話（2019年10月12日、Paravi） - 御厨正臣
- ようこそ東映殺影所へ（2021年8月13日、Xstream46） - 撮影所所長 役[81]
- Disney+ すべて忘れてしまうから（2022年9月14日配信）第8話、第9話 - マジシャン
- 『I am…』23歳たち「新垣蒼汰」（2024年1月26日配信、FOD / 3月11日〈予定〉、フジテレビ） - [82][83][84]
- 忍びの家 House of Ninjas（2024年2月15日配信、Netflix） - 久世浩作 役[85]

### テレビアニメ
- 陸奥圓明流外伝 修羅の刻（2004年、テレビ東京） - 伊東甲子太郎 役

### OVA
- 帝都物語（1991年）　- 加藤保憲 役

### 劇場アニメ
- 算法少女（2016年12月24日） - 水野三之助 役[86]

### ゲーム
- 鉄人（1994年、3DO） - マッドサイエンティスト 役
- ユーラシアエクスプレス殺人事件（1998年、PS） - 竹内進一郎 役
- キングダム ハーツ シリーズ - ハデス 役
  - キングダム ハーツ（2002年、PS2）
  - キングダム ハーツ チェイン オブ メモリーズ（2004年、GBA）
  - キングダム ハーツII（2005年、PS2）
  - キングダム ハーツ Re:チェイン オブ メモリーズ（2007年、PS2）
  - キングダム ハーツ コーデッド（2009年、携帯電話）
  - キングダム ハーツ バース バイ スリープ（2010年、PSP）
  - キングダム ハーツ Re:コーデッド（2010年、DS）
  - キングダム ハーツ HD 2.5 リミックス（2014年、PS3）
  - キングダム ハーツIII（2018年、PS4）
- イナズマイレブン（2008年、DS） - 影山零治 役

### 海外アニメ
- ヘラクレス（1997年） - ハデス 役
- ハウス・オブ・マウス（2003年、テレビ東京） - ハデス 役

### ラジオ
- 青春アドベンチャー「スカラムーシュ」ダジル侯爵・嶋田久作、原作・ラファエル・サバティーニ、演出・江澤俊彦（2009年、NHK-FM）

### オーディオブック
- オーディオブック「押絵と旅する男」江戸川乱歩 (2014年10月29日)

### 音楽ビデオ
- 山下達郎「FOREVER MINE」（2005年） - 恋人の影を求めて街をさまよう浮浪者 役
- 一青窈「受け入れて」（2008年） - 大男 役
- alva noto「u_08-1」（2009年） - 運転手 役
- 乃木坂46「シャキイズム」（2013年） - 教師 役
- 乃木坂46「サヨナラの意味」 （2016年） - 棘刀式の監督(?)、橋本奈々未役の父 役
- サカナクション「忘れられないの/モス」忘れられないの （2019年） - 速度制限マン 役
- ケイコ・リー The Golden Rule （2019年） - 老人 役
- サカナクション「ショック!」 （2022年1月25 日） - コメンテーター 役
- サカナクション「怪獣」（2025年3月16日）- 謎の男　役

### バラエティ・紀行番組
- 今夜は最高!（1988年1月30日、日本テレビ）
- 玖保キリコの「よるのようちえん」（オーディション残酷物語）（1988年3月11日、フジテレビ）
- NY者（1988年、フジテレビ）
- とんねるずのみなさんのおかげです （1989年9月21日、フジテレビ）
- 地球ZIG ZAG  ユーゴスラヴィア篇（1990年、毎日放送）
- 世界・美の旅「愛と幻想のウィーン〜世紀末のクリムト〜」（1991年5月5日、テレビ東京）
- 風に吹かれて（1991年11月15日、TBS）
- 優雅なエゴイズム「エリック・サティと椅子」（1994年9月4日、毎日放送）
- 田原総一朗の人間発掘スペシャル「アメリカに勝った男!」（1995年7月9日、テレビ朝日） - 池田敏雄 役
- NHKスペシャル『150億光年　銀河紀行』（1996年1月2日、NHK総合）
- スタジオパークからこんにちは（1996年、NHK総合）
- 美女東風 番組内サイレントミニドラマ（1996年、日本テレビ）
- 徹子の部屋（1996年11月28日、テレビ朝日）
- 富士通スペシャル『世界遺産──時を超える旅』道と世界の遺産編（1997年1月3日、テレビ東京9
- 遠野の物語を伝えた男 佐々木喜善の生涯（1997年） - 佐々木喜善 役
- 2つの旗の下に〜嶋田久作の見た香港返還後〜（1997年9月9日、関西テレビ）
- テクノマエストロ（1998年6月29日、フジテレビ）
- 天才てれびくん『ゴーストカンパニー』第11話「ゴーストタクシー」（1998年、NHK教育）
- 東京綺譚『夢の軌跡』（2001年1月2日、フジテレビ）
- ティーンズTV「デジタル進化論」（2001年、NHK教育） - 久作 役
- スタジオパークからこんにちは（2001年5月4日、NHK総合）
- 報道ステーション 『2007年問題』（2005年7月19日、テレビ朝日） - ナレーション
- 未来創造堂『亀の子たわし』（2006年7月7日、日本テレビ）
- わたしが子どもだったころ 〜上條さなえ編（2007年4月4日、NHK-BShi / 2009年2月22日、NHK総合） - 父親 役
- 夢路（2007年11月、TBS）
- NHKハイビジョン特集『秘宝公開 驚異の仏画「五百羅漢図」』（2008年10月12日、NHK BS-hi） - 狩野一信 役
- にっぽん原風景紀行 大阪府・能勢町、兵庫県・丹波篠山（2009年10月14日・21日、BSジャパン）
- 高校生講座ベーシック10シーズン3国語（2011年4月、NHK教育テレビジョン）
- にじいろジーン（2012年2月25日、フジテレビ） - ゲスト
- おはなしのくにクラシック『論語』（2012年7月9日、NHK Eテレ） - 孔子 役
- 超入門!落語 THE MOVIE「死神」（2017年8月14日、NHK総合）- 死神 役
- 世界一周　魅惑の鉄道紀行 #196「北海道 日本最北端×最東端　夏の北海道 美味絶景の旅へ！ 2時間スペシャル」（2017年9月11日、BS-TBS）
- 使えるテレビ ザ・ディレクソン『独立国　新潟』（2017年12月24日、BS1） -  永田 役
- 世界一周　魅惑の鉄道紀行 #210「ハプスブルク家王室の旅路　特別ツアー　皇帝列車に乗って！ ウィーン少年合唱団 天使の歌声の秘密」（2018年01月29日、BS-TBS）
- みんなのオリンピック(4)『亡き母への思い』（2018年3月28日、BS1） - 理髪店の客 役
- 世界一周　魅惑の鉄道紀行 #217「南イタリア　世界遺産 日帰りの旅妖精の家 アルベロベッロの奇跡×白亜の巨大像」（2018年04月02日、BS-TBS）
- BSコンシェルジュ（2019年4月26日、NHK総合 / 2021年11月16日、NHK総合・BS1 / 11月17日、BSP）
- カリスマサーチ〜芋づるバラエティ（2021年11月19日、NHKBSP・BS-4K）
- “シュガー&シュガー”サカナクションの音楽実験番組（2021年11月26日、NHK Eテレ）
- ミュージックステーション-サカナクション「ショック!」（2022年4月1日、テレビ朝日）
- 天才てれびくんhello,「電空物語」（2022年5月9日、5月16日、NHK Eテレ）
- 遠くへ行きたい（2025年1月12日、読売テレビ・日本テレビ系） - 静岡の旅[87]

### CM
- IDO
- 学生援護会 週刊求人タイムス Qtai
- 第一生命「幸せどんぶらこ」
- KIRIN一番搾り
- アサヒフードアンドヘルスケア　バランスアップ
- 賃貸情報フォレント
- 日興証券
- 富士ゼロックス Apeos
- セイコーエプソン 「馬と父と葉書」
- ロッテ ACUO
- 味の素冷凍食品 ギョーザ グラタン （冷凍マンモスの声、櫻井翔との共演でギョーザマン役も）
- 渋谷DSクリニック「恋するチカラ」-屋上篇-
- ゆうちょ銀行 「父の単身赴任」篇
- アース製薬 モンダミン 女優（清野菜名）篇　監督役
- Canon キヤノンマーケティングジャパングループ あなたの胸を打ちたい 篇
- SoftBank 速度制限マン篇
- SoftBank 真夏のバッキャロー篇
- ANA ANA国際線 新ビジネスクラス"THE Room"篇 ナレーション
- trivago（2020年4月 - ）[88]（天衣織女[89]、小池まり[90]らと共演）
- ACジャパン「決めつけ刑事（デカ）」（2024年7月 - 2025年6月）[91][92]（今井隆文[93]、藤堂海[94]、本庄司[95]、斉藤天鼓[96]と共演[97]）

### テーマパーク
- 東京ディズニーシーハロウィンヴィランズワールド（ハデス）

## 受賞
- 第18回高崎映画祭新人賞『帝都物語』